# Exocentrus centenes
Exocentrus centenes là một loài bọ cánh cứng trong họ Cerambycidae.